# Broxtowe
Broxtowe is een Engels district in het shire-graafschap (non-metropolitan county OF county) Nottinghamshire en telt 107.570 inwoners. De oppervlakte bedraagt 80 km².
Van de bevolking is 16,4% ouder dan 65 jaar. De werkloosheid bedraagt 2,6% van de beroepsbevolking (cijfers volkstelling 2001).

## Civil parishesin district Broxtowe
Awsworth, Brinsley, Cossall, Eastwood, Greasley, Kimberley, Nuthall, Stapleford, Strelley, Trowell.